# George Douglas, XVI conte di Morton
George Douglas, XVI conte di Morton (3 aprile 1761 – 17 luglio 1827), è stato un nobile scozzese.

## Biografia
Era il figlio di Sholto Douglas, XV conte di Morton, e di sua moglie, Catherine Hamilton, nipote di Thomas Hamilton, VI conte di Haddington. Studiò all'Eton College.
Nel 1774 successe al padre alla contea.

## Matrimonio
Sposò, il 13 agosto 1814, Susan Elizabeth Buller, figlia di Sir Francis Buller, II Baronetto ed Elizabeth Lydia Hallidat. Ebbero una figlia:
- Lady Ellen Susan Anne Douglas (?-22 gennaio 1914)

## Morte
Morì il 17 luglio 1827, all'età di 66 anni.